# Eye of the Beholder (Fear the Walking Dead)
"Eye of the Beholder" é o primeiro episódio da terceira temporada da série de televisão de terror pós-apocalíptico Fear the Walking Dead, que foi exibido originalmente na AMC em 4 de junho de 2017, junto com o episódio seguinte, "The New Frontier". O episódio foi escrito por Dave Erickson e dirigido por Andrew Bernstein.
Esse episódio marca a primeira aparição de Daniel Sharman (Troy Otto) e Sam Underwood (Jake Otto), que agora se juntam ao elenco principal da série.

## Enredo
Soldados armados levam Madison, Travis e Alicia e cadáveres desmembrados para um depósito militar. Travis é separado de Madison e Alicia. Os soldados levam Travis para o subsolo e medem sua altura e peso. Travis observa os soldados atirando em um prisioneiro no banheiro e escrevendo um número em sua cabeça. Ele então é levado para uma área cheia de pessoas, onde vê Nick junto com uma mulher, Luciana, que está ferida. Travis se aproxima de Nick e informa que Madison e Alicia também estão no depósito, e que descobrirão uma maneira de escapar. Troy, o soldado encarregado do depósito, entra em um escritório onde Madison e Alicia estão detidas. Ele lhes oferece chá e parece hospitaleiro, até começar a interrogá-las. Madison explica para Troy que ela está procurando por seu filho, Nick. Madison então exige saber para onde eles levaram Travis. Troy evita responder, mas promete deixá-los ir quando terminar o processo. Ele mostra um interesse particular em Madison. 
Ele sai e vai até o "laboratório", onde estão Nick, Luciana e Travis. Lá, os soldados matam as pessoas para que possam calcular quanto tempo cada um demora para se transformar. Seus homens selecionam pessoas de diferentes tipos de corpo, saúde e origem étnica, para determinar se essas variações têm algum efeito. Troy olha nos olhos vazios de um cadáver, esperando que ele se transforme, e os soldados fazem suas apostas. Troy vai até Travis e pergunta sobre sua ligação com Madison, perguntando também sua etnia. Travis diz ser Maori, e exige cuidados médicos para Luciana. Troy diz que ali, todos morrem, e exige que Travis se sente. No escritório, Madison procura por uma arma e Alicia tira de sua bota sua faca, que escondeu ao ver os soldados se aproximando. Madison diz que se necessário, ela matará, mas que Alicia não fará isso. Enquanto isso, um outro preso, Steven, pede a Travis para ajudar em uma fuga. A conversa deles é interrompida quando os soldados os levam para o "laboratório". Travis, Nick, Luciana, Steven e alguns outros se sentam em uma fila, enquanto os homens levam a próxima vítima para a parede, onde é baleado. Madison vigia Alicia enquanto ela dorme, e planeja o próximo passo. Steven diz a Travis que eles podem escapar do depósito através de túneis de esgoto que levam à fronteira, e Travis concorda em ajudar. Os soldados, entediados, ampliam seu jogo doentio atirando em duas vítimas ao mesmo tempo, e Nick é o próximo da fila. Troy faz anotações em um diário enquanto observa Madison e Alicia dormindo. Madison acorda e pergunta a Troy se Travis está morto, embora ele não responda. Ela diz a Troy que ama a vida de Travis mais do que a dela. Willy e outro soldado apostam qual cadáver se transformará primeiro. Travis os convence a matá-lo em seguida, em vez de Nick, alegando que o povo Maori não se transforma. Quando eles o acorrentam, Travis ataca Willy e joga o outro soldado em cima do homem recentemente transformado, que é devorado. Travis, Nick, Luciana e Steven escapam no caos. 
Troy diz à Madison que eles estão se preparando para evacuar o depósito. Ele se oferece para libertar Travis se ela e Alicia viajarem para casa com ele. Eles ouvem um tiro lá fora e Troy sai correndo do escritório, trancando a porta atrás. Seus homens disparam contra Travis, Nick, Luciana e Steven enquanto eles tentam fugir. Os soldados estão quase os alcançando, então Travis diz a Nick e Luciana para continuar sem ele, e ele fica para trás. Steven leva Nick e Luciana para uma grade de esgoto. Nick ajuda Luciana a descer e segue atrás dela. Steven é baleado pelos soldados antes que possa descer. Willy corta a garganta de Steven e joga seu corpo no esgoto para que ele se transforme e encontre Nick e Luciana. Troy ordena que seus homens levem Travis ao poço na parte de trás do complexo. Troy volta ao escritório e Madison o ataca com a faca, mas Troy bate a arma na mão dela. Ela agarra uma colher e a afunda em seu olho. Madison diz a Troy que se ele tentar fugir, perderá os olhos. Madison grita para Alicia encontrar Travis e um veículo. Alicia corre para fora e se esconde entre veículos militares estacionados. Ela examina os arredores, procurando para onde eles podem ter levado Travis. Nick e Luciana andam pelos túneis de esgoto, e Luciana pede a Nick que a deixe para que ele possa continuar. Ele se recusa e diz a Luciana que nunca a deixaria para trás. Eles chegam ao final, apenas para encontrar uma horda de infectados do outro lado. Ele e Luciana fogem de volta para dentro do túnel e a horda os seguem. Os soldados jogam Travis dentro de um poço com infectados e o observam lutar, apostando em suas chances de sobrevivência. Usando apenas blocos de concreto, Travis mata todos os infectados no poço. De cima, Willy diz a Travis que está impressionado e decide aumentar a aposta. Ele desbloqueia uma grade dentro do poço, liberando mais infectados. Madison leva Troy para fora segurando a colher em seus olhos, enquanto soldados armados os cercam. Troy diz aos soldados para recuar. Alicia se esconde em um caminhão enquanto os soldados fazem as malas para a evacuação iminente da base. Jake, irmão de Troy, chega e pede que Madison liberte Troy. Ele reconhece que Troy provavelmente fez isso para si, mas ela está cercada e não tem para onde ir. Madison libera Troy, que é subjugado por Jake e exige saber onde está a família de Madison. Troy admite que Travis está no poço. 
Steven, já transformado, ataca Nick no túnel. Alicia ouve os gritos de Nick e segue o som até a grade de esgoto. Ela olha para baixo e vê Nick e Luciana. Steven está em cima de Nick e prestes a mordê-lo. Alicia joga sua faca e Luciana mata Steven. No entanto, os soldados prendem Alicia antes que ela possa falar com seu irmão. Enquanto isso, Troy leva Madison para o poço, onde eles encontram Travis, exausto, cercado por infectados mortos e coberto de sangue. Ele sai do poço e ataca Troy, mas é rapidamente contido. Alicia é levada até Madison, seguida por Nick, e a família Clark se reúne. Mais tarde, Jake oferece levar Travis, Madison, Nick, Alicia e Luciana para o rancho de sua família, onde ele diz ser seguro. Jake garante que Troy se comportará, mas Madison e Travis rejeitam a oferta. Enquanto os soldados continuam os preparativos para a evacuação, Jake encurrala Troy e briga com ele por matar pessoas inocentes. Troy insiste que estava realizando pesquisas e diz que o pai deles entenderia. Jake diz a Troy que seu pai o enviou para lá por um motivo: "Lance um para fora para proteger muitos". De volta ao "laboratório", Willy termina de fazer as malas, mas para para investigar um barulho vindo de uma abertura. Ele abre e dezenas de ratos caem em cima dele. Quando todos os ratos já caíram, ele é agarrado e mordido por um infectado e, puxado através da parede estruturalmente fraca. Madison e Jake escutam tiros, e percebem que os infectados que Nick e Luciana acharam nos túneis conseguiram chegar ao complexo por meio do "laboratório". Os soldados tentam contê-los, mais não há como, pois o local foi comprometido. Madison e Nick lutam contra os infectados, enquanto Travis e Alicia ajudam Luciana a entrar em um helicóptero. Troy chega em um caminhão e pede a Madison e Nick que subam a bordo. O helicóptero decola com Travis, Alicia e Luciana, enquanto Madison e Nick partem em um caminhão com Troy. Troy diz a Madison que todos estão indo para o mesmo destino. Do helicóptero, Travis olha para baixo e vê o caminhão na estrada. Ele garante a Alicia que Madison e Nick estão seguros. 

## Produção
Em 15 de abril de 2016, a AMC renovou a série para um terceira temporada, programada para estrear em 4 de junho de 2017. Daniel Sharman e Sam Underwood foram escalados para a terceira temporada da série, e estrearam nesse episódio. O episódio foi escrito pelo showrunner Dave Erickson e dirigido por Andrew Bernstein.

## Recepção
| |  |  |
| Daniel Sharman (esquerda) e Cliff Curtis (direita) foram amplamente elogiados por suas atuações no episódio. |  |  |

"Eye of the Beholder" recebeu aclamações da crítica, juntamente com o episódio seguinte. No Rotten Tomatoes, o episódio obteve uma classificação de 90%, e uma média de 8.04 com base em 10 avaliações. Para Erik Kain, da Forbes, esse foi um dos melhores episódios da série, ressaltando a terrível e tenebrosa morte do personagem de Noel Fisher, a luta do personagem de Cliff Curtis com dezenas de zumbis, a entrada de uma arma escondida na bota da personagem de Alycia Debnam-Carey e a relação "Caim e Abel" dos personagens de Sam Underwood e Daniel Sharman. Ele ressaltou também que é um episódio com muita ação e um ritmo agitado. Matt Fowler, da IGN, atribuiu a "Eye of the Beholder" e "The New Frontier" uma classificação de 8.5/10, declarandoː "A volta em duas partes de Fear the Walking Dead deu muito poucos socos, uma vez que desencadeou uma abundância de sangue e nos chocou com uma grande morte de personagem que trabalhou para alimentar a história daqui para frente. Claro, os Clarks podem ter que ficar no Rancho por um tempo e a temporada pode parecer um pouco sufocada em algum momento por causa disso, mas os personagens parecem estar instintivamente tomando boas decisões no momento e isso é suficiente para manter o motor funcionando." Ele também ressaltou as atuações de Cliff Curtis e Noel Fisher nesse episódio. Daniel Zapanta, da Den of Geek, disse em sua resenhaː "A estréia em duas partes de Fear the Walking Dead proporciona alguns momentos agradáveis para a audiência, como a árdua reunião de família Clark, bem como a promessa de santuário." Ele exaltou a atuação de Daniel Sharman, dizendo que há um tom certo de "charme e ameaça" em seu olhar. Steve Ford, da TV Fanatic, disse ser um episódio "refrescante e otimista", ressaltando a personagem de Kim Dickens e a morte do personagem de Noel Fisher. Nick Romano, da Entertainment Weekly, falou sobre o racismo que os soldados liderados pelo personagem de Sharman realizam, e deu ênfase ao personagem de Noel Fisher. Caitlin PenzeyMoog, do A.V. Club, disse ser "um início de temporada escasso", embora tenha gostado das atuações de Daniel Sharman e Cliff Curtis no episódio.

### Audiência
"Eye of the Beholder" foi visto por 3.11 milhões de espectadores nos Estados Unidos em sua data original de exibição, pontuação maior que o episódio anterior, o final da segunda temporada.